# Wappen Gambias
Das hier gezeigte Wappen Gambias ist seit dem 18. November 1964 in dem westafrikanischen Staat Gambia in Gebrauch.

## Beschreibung
Es zeigt einen blauen Schild mit weißem und grünem Rahmen, in dem zwei sich kreuzende Werkzeuge dargestellt sind. Diese landwirtschaftlichen Geräte werden von den Mandinka verwendet. Es handelt sich hierbei um eine Axt, einer sogenannten dibongo, die bei der Erdnussernte gebraucht wird und um eine Hacke, genannt dabandingo, die zum Unkrautjäten verwendet wird.
Über dem Schild ist ein Helm eines Ritters zu sehen, auf dem ein früchtetragender Erdnussstrauch steht. Unterhalb des Schildes befindet sich ein Spruchband mit dem Nationalmotto Gambias: Progress, Peace, Prosperity (engl., „Fortschritt, Frieden, Wohlstand“).
Als Wappenhalter fungieren zwei rote Löwen, der eine mit einer derselben Axt, der andere mit der Hacke bewaffnet. Die zwei Löwen repräsentieren die Kolonialgeschichte Gambias als Teil des Britischen Weltreichs. Die gekreuzte Axt und Hacke stellen die Wichtigkeit der Landwirtschaft für Gambia dar. Man sagt auch sie repräsentieren die beiden wichtigsten ethnischen Gruppen des Landes: die Mandinka und die Fulbe. Die Palme, die man über dem Wulst auf dem Helm sieht, ist gleichsam die Nationalpflanze Gambias.

## Historisches Emblem
Königin Elisabeth II. verlieh das Wappen 1964 der Kolonie Gambia, weswegen sein Aufbau englisch geprägt ist. Es löste ein Emblem ab, das einen Elefanten vor einer Palme und einer Hügellandschaft zeigte. Unten stand der Buchstabe „G“ für Gambia. Das gleiche Wappen mit anderen Buchstaben besaßen weitere Kolonien Britisch-Westafrikas, Sierra Leone und die Goldküste.